# Гражданская война в Перу (1894—1895)
Гражданская война в Перу (1894—1895) (исп. Guerra civil peruana de 1894-1895) — внутренний конфликт, вызванным избранием во второй раз Андреса Авелино Касереса на пост президента Перу.
После поражения во Второй тихоокеанской войне в Перу начался период национального восстановления. Возглавляли процесс военные, последовательно становившиеся президентами, генералы Мигель Иглесиас, Андрес Авелино Касерес, Ремихио Моралес Бермудес, Хустиниано Боргоньо Кастаньеде. Усиление военных раздражало гражданских. В апреле 1894 года был распущен парламент страны, чтобы обеспечить на предстоящих выборах победу Касересу. В результате на безальтернативной основе Андрес Авелино Касерес был избран президентом во второй раз. Оппонентам нового президента (Гражданскому союзу и Демократической партии) было необходимо срочно положить конец гегемонии Конституционной или Касеристской партии, находившийся у власти с 1886 года, и ограничить влияние военных на политику. В конце марта 1894 года они объединились в Национальную коалицию (Coalición Nacional), которую в конце октября возглавил Николас де Пьерола, некоторое время бывший президентом в годы прошедшей войны.
Группы протестантов начали стихийно объединяться почти повсеместно во всех регионах; началось гражданское восстание против правительства. Повстанцы были известны как коалиционисты или монтонерос, действовавшие во многих провинциях страны, а также прибывшие добровольцы из-за рубежа. Касерес мог рассчитывать на регулярную армию, базирующейся в основном в Лиме.
4 ноября 1894 года в Чинче Пьерола выступил с «Манифестом к нации». Он заявил, что восстание необходимо для восстановления порядка и закона, с которыми «так жестоко обращались», а также для восстановления суверенитета и достоинства Перу. Из Чинчи Пьерола прибыл в Сан-Висенте-де-Каньете, где собрались монтонерос. Затем они обосновались в Уарочири, начав наступление на Лиму. 26 января 1895 года в их руки попала Арекипа. Захват Лимы революционерами казался более трудным. Для этого все войска были объединены в Национальную армию, начальником штаба которой стал немец Паули. В эту армию зачислилось много добровольцев.
Днем 16 марта 1895 года Национальная армия, насчитывавшая 3000 человек, подошла к столице Лиме. У Касереса было 4000 хорошо вооруженных солдат. Утром 17 марта войска коалиционистов одновременно с трёх сторон вошли в город. Последовали кровавые бои на улицах города. Силы Касереса, героически сражаясь, отступили ко Дворцу правительства. К утру 19 марта улицы были завалены более тысячей трупов, в больницах находилось много раненых. Сильная жара ускорила разложение тел, что грозило эпидемией. Было заключено 24-часовое перемирие, чтобы похоронить погибших и спасти раненых. Силы Пьеролы еще не добились победы, а армия Касереса сохраняла свои боевые возможности. Однако население поддержало революционеров. Между двумя сторонами было подписано продление перемирия. Была также создана правительственная хунта под председательством Мануэля Кандамо Ириарте с двумя представителями от каждого лагеря. Его задачей было как можно быстрее организовать выборы, в то время как две армии покинули столицу. Со своей стороны, Касерес подал в отставку. Революция победила.
14 апреля хунта провела президентские выборы. Национальная коалиция поддержала кандидатуру Николаса де Пьеролы, который победил подавляющим большинством голосов. Пьерола занял пост президента 8 сентября 1895 года. Этот конфликт ознаменовал конец эпохи военных в политической жизни Перу и начало той, что впоследствии была названа Аристократической республикой.